# 保宁街道
保宁街道，是中华人民共和国四川省南充市阆中市下辖的一个乡镇级行政单位。

## 行政区划
保宁街道下辖以下地区：
三陈街社区、内东街社区、迎恩街社区、南街社区、寓思园街社区、普贤街社区、凤凰楼社区、天马寺街社区、郎家拐街社区、书院街社区、观音寺社区、公园路社区和蟠龙路社区。

## 特产
保宁压酒：中国地理标志产品。